# Njifah
Njifah (ou Njilah, Njila) est un village du Cameroun situé dans la commune de Ndu. Il est rattaché au département du Donga-Mantung, dans la région du Nord-Ouest.

## Géographie
Njifah est situé au centre de la commune de Ndu, entre les villages de Wowo, Mangu et Njitop.

## Climat
Le climat, de type soudano-guinéen, est marqué par deux saisons et une pluviométrie unimodale. Durant la saison sèche, de novembre à mi-mars, les précipitations sont moindres, en particulier pendant les mois de janvier et février où les précipitations atteignent des valeurs proches de zéro. Pendant la saison des pluies, les précipitations dépassent parfois 400 mm par mois, en particulier en juillet, août et septembre. Chaque année, les précipitations vont de 1 300 à 3 000 mm, avec une moyenne de 2 000 mm.

## Population
Lors du recensement de la population de 1970, le village de Njifah fut considéré comme un quartier de Ndu.  
Durant le recensement de 2005, le Bureau central des recensements et des études de population (BCREP) a évalué à 943 le nombre d'habitants ; ce chiffre inclus 454 hommes et 489 femmes.
Njifah est une des 10 chefferies du clan Wiya. Les habitants de Njilah, se sont d'abord installés avec les villageois de Mangu et Ngulu-Makop dans une partie de la sous-division Nwa avant de finalement déménager là où ils vivent maintenant.

## Économie

### Agriculture
Plus de 90 % des villageois de la commune de Ndu vivent de l’agriculture. La diversité des sols de la région permet de cultiver une grande variété de produits. Ainsi on peut trouver de la culture d’huile de palme et de riz en basse altitude et des plantations de pomme de terre irlandaise en haute altitude. Les autres cultures fréquentes incluent le thé, l’huile de palme, les plantations de café, de riz, de maïs, de haricots, de pommes de terre, d'ignames ainsi que de bananes plantains. Divers systèmes de production agricole sont employés, parmi lesquels la jachère, la culture mixte, la monoculture, la culture continue et l'agriculture commerciale.

### Élevage
L’élevage est une activité structurante de la commune. Les bovins, chevaux, chèvres, moutons et volailles y sont nombreux.

## Système éducatif
Le village comprend deux écoles primaires : la GS Njilah et la IPS Ntantala. Il y a aussi un établissement d’enseignement secondaire, la GSS Njilah.

## Accès à l’électricité
Njifah est un des six villages à être alimenté en électricité.

## Réseau routier
Trois routes rurales rejoignent Njifah. La première passe par les villages de Ntumbaw, Sehn et Wowo avant de rejoindre Ndu. La seconde connecte Mbarseh, Njimkang et Wowo. La dernière route rurale passe par les villages de Ndu et Mangu.

## Tourisme
La forêt de Njilah abrite de nombreux oiseaux comme le touraco doré ainsi que d’autres espèces rares, endémique de la région.